# Нидерраден
Нидерраден (нем. Niederraden) — община в Германии, в земле Рейнланд-Пфальц. 
Входит в состав района Айфель-Битбург-Прюм. Подчиняется управлению Нойербург.  Население составляет 35 человек (на 31 декабря 2010 года). Занимает площадь 2,00 км².